# Messier 87
A Messier 87 (M87, Virgo A, NGC 4486) egy óriási elliptikus galaxis. A Virgo-halmaz legnagyobb és legfényesebb tagja, mely közel esik a halmaz dinamikai középpontjához. A galaxisban található egy figyelemre méltó aktív galaxismag, ami erősen sugároz a spektrum valamennyi tartományában, különösen erősen a rádióhullámok tartományában. Mivel egyike a legnagyobb elliptikus galaxisoknak és egyben a legfényesebb rádióforrás az égbolton, egyaránt kedvelt célpontja az amatőr- és profi csillagászok vizsgálatának. A jet anyaga erős röntgenforrás is, és a galaxis egyike a legjobban tanulmányozott rádiógalaxisoknak. Viszonylagos közelsége és a magra való jó rálátás miatt kézenfekvő célpontja a nagyenergiájú tevékenységek tanulmányozásának.
Átmérője 120 000 fényév körüli, ötödével nagyobb, mint a Tejútrendszer szélessége. Míg galaxisunk inkább korong alakú, addig az M87 közel gömbformájú.

Az M87 tömege 100 000 fényév sugarú gömbön belül (2,6 ± 0,3)×1012 naptömeg, mintegy tízszer nagyobb a Tejútrendszernél.

Fontosabb kísérőgalaxisai: NGC 4476, NGC 4478, NGC 4486A, NGC 4486B

## Felfedezésének története
Charles Messier fedezte fel 1781. március 18-án egyetlen éjszaka alatt nyolc másik üstököskómaszerű objektummal együtt, amelyek közül hetet ugyanebben a régióban talált meg.
1918-ban Heber Curtis a Lick Obszervatórium csillagásza fedezte fel azt a galaxisból kinyúló anyagkiáramlást, amit ő „különös egyenes sugárként” írt le.
Walter Baade és Rudolph Minkowski 1954-ben azonosította az M87-et a Virgo A jelű, egyik legerősebb rádióforrással. A rádiómérésekből ismeretes, hogy a kilövellést erős mágneses térben mozgó töltött részecskék – szinkrotronsugárzás – okozzák. Az M87 ezenkívül röntgenforrás is. 1956-ban J.E Baldwin és F.G Smith cambridge-i kutatók egy gyenge rádiófényudvar derengést is találtak a galaxis körül.
A galaxisból kinyúló jet miatt 1966-ban Halton C. Arp 152. objektumként - galaxis poláris anyagkifúvással csoportba - katalogizálja az általa szerkesztett Különleges galaxisok atlaszába. 1977-ben szintén neki sikerül a jet szerkezetét több kisebb felhőre, anyagcsomóra felbontania.

## Tulajdonságai

### Szupermasszív fekete lyuk
Csillagászok számításai szerint a galaxis közepén egy hozzávetőleg 3,2 milliárd (3,2 ± 0,9)×109 naptömegnyi szupermasszív fekete lyuk található. Ekkora tömegű fekete lyuk eseményhorizontjának sugara: 9,4504×109 km, azaz 63,17 CsE. Tehát az M87 magjának eseményhorizontja nagyobb, mint Naprendszerünk a Plútó pályájáig. Újabb kutatások szerint a központi fekete lyuk tömege a Nap tömegének akár 6,4 milliárdszorosa is lehet. Az M87 az egyik legközelebbi nagy méretű galaxis, melynek a közepén lévő, nagy méretű fekete lyuka viszonylag könnyen vizsgálható, és ennek eredményeiből következtetések vonhatók le a sokkal távolabbi galaxisok és kvazárok fizikai tulajdonságaira. Amennyiben például a fekete lyuk tömege valóban nagyobb a korábban feltételezettnél, akkor az összes többi, galaxis közepén lévő fekete lyuk tömegére vonatkozó becslést felül kell vizsgálni, ez például megoldhatja a kvazárok közepén fekvő fekete lyukakkal kapcsolatos ellentmondásokat, azok energiakibocsátásához ugyanis a jelenleg ismerteknél lényegesen nagyobb, 10 milliárd naptömegű fekete lyukakra van szükség, ami korábban ismeretlen volt, az új számítások szerint azonban már korántsem elképzelhetetlen.

### Jet

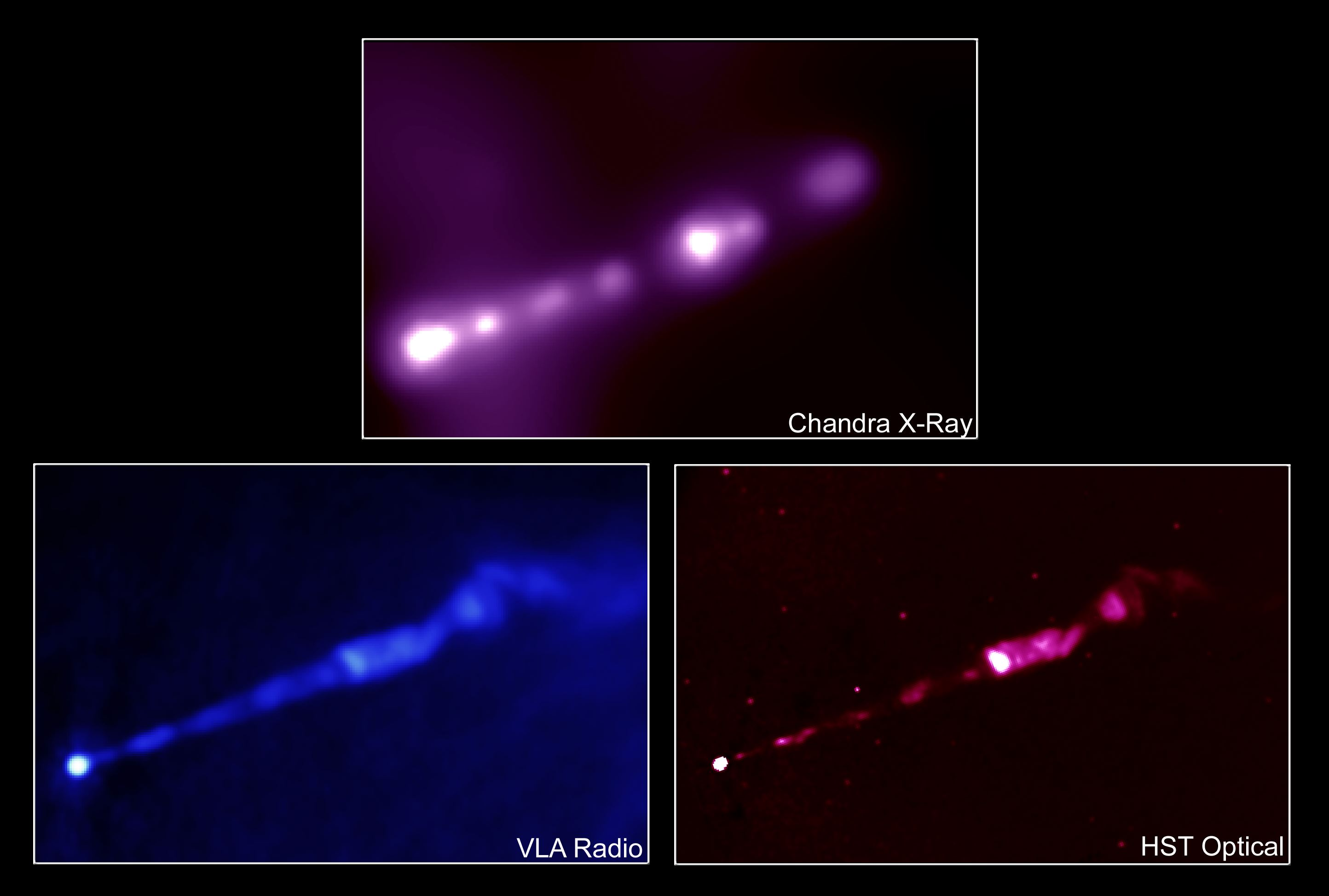
M87 jetje röntgen- (felül), rádió- (balra) és a látható fény (jobbra) hullámhosszán

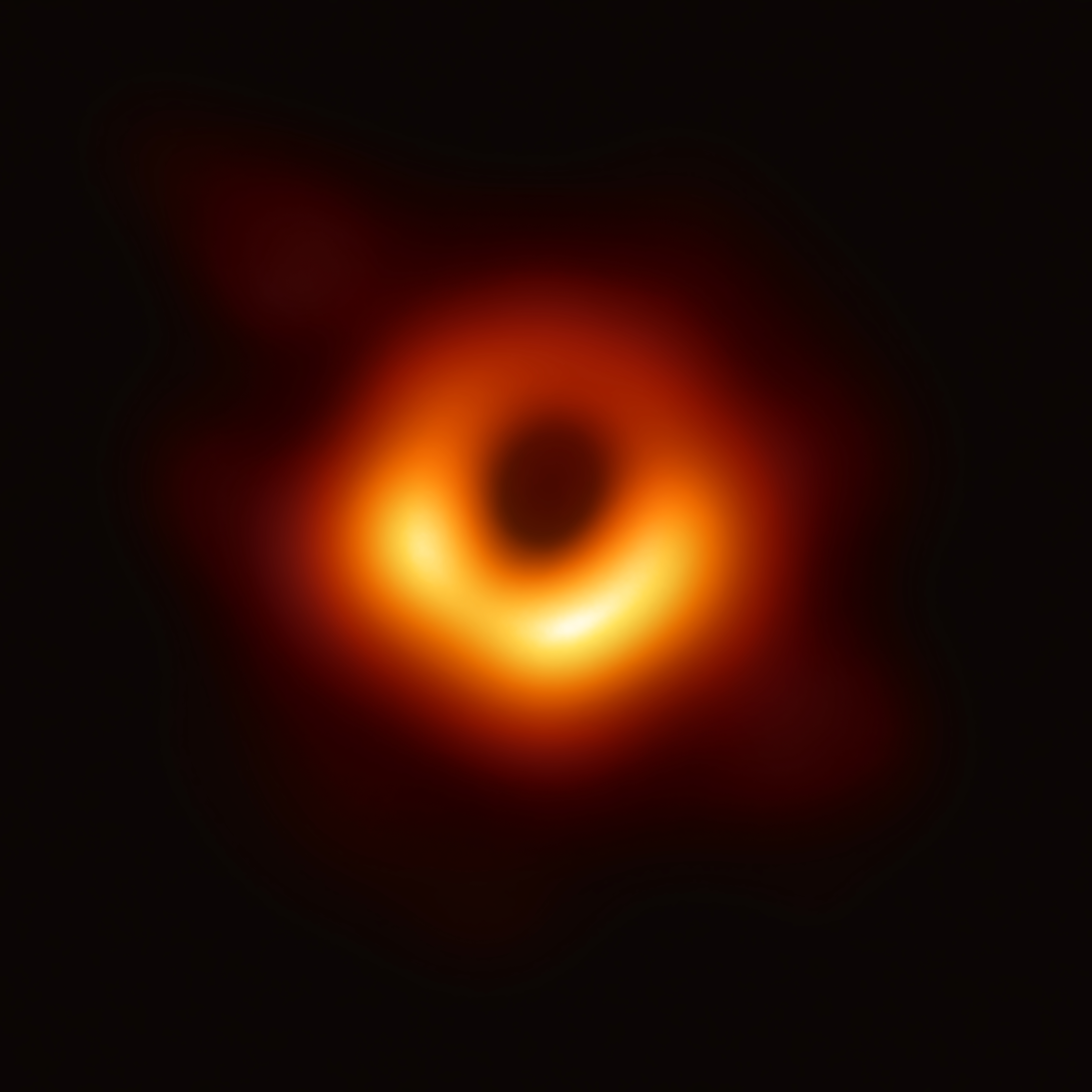
Szupermasszív fekete lyuk a Messier 87 magjában, ahogyan az Event Horizon Teleszkóp 2017-ben fényképezte (közzétéve 2019-ben). Tömege a Nap tömegének néhány milliárdszorosa

A galaxis magjából egy relativisztikus anyagsugár (jet) nyúlik ki mintegy 6000 fényév hosszan (A VLA rádióteleszkóp mérései szerint ez a sugár inkább 7-8000 fényév). Az anyagsugár anyaga a fekete lyuk akkréciós korongjából a lyukba hulló és a pólusa irányában távozó szubatomi részecskék közel fénysebességre gyorsult nyalábja, amely a felvételek szerint mindössze néhány tized fényévnyire ered a fekete lyuktól. Az eredet helyét a VLA rádióteleszkóppal igazolták, amely a fekete lyuk néhány század fényévnyi környezetét is láthatóvá tette. Ez az első eset, hogy ennyire szűk részecskenyalábnak megtalálták a kiindulópontját. A nyaláb 60°-os szögben indul, de a forgó fekete lyuk szorosan felcsavarja forgástengelye körül a mágneses erővonalakat és ezt követve néhány fényévnyi távolságban már 6°-osra szűkül, azután még több ezer fényév távolságig közel egyenesen halad.
A jet különlegessége, hogy sokáig csak egy (nem pontosan) felénk mutató kilövellést láttak. Ellenpárját sokáig nem találták. Már az a gondolat is felmerült, hogy az M87 valamiféle különleges objektum, amely fizikailag különbözik a szupermasszív fekete lyuk középpontú galaxisoktól. 1992-ben a Hubble űrtávcső egyik felvételén felfedezték az anyagkiáramlás ellenpárját a galaxis másik oldalán. Pontosabban a végét, ahol beleütközik az intersztelláris anyagba. Az ív alakú lökésfront távolsága a centrumtól ugyanúgy 6000 fényév körüli, mint a másik, felénk mutató kilövellés hossza. A jelenség úgy értelmezhető, hogy az ellenirányú kilövellés „alagutat vágott” a galaxis anyagába és az ebben végighaladó részecskék nem látszanak, de a végén az intersztelláris anyagba ütközve sugárzást keltenek.
Az anyagsugárban 1999-ben egy fényes csomót fedeztek fel a Hubble űrtávcső segítségével ultraibolya tartományban, mely a megfigyelés évei alatt folyamatosan változtatta fényességét, időnként a galaxismagot is túlragyogta.

### Szuperluminális mozgás
A Hubble űrtávcsővel készült képekből 1999-re világossá vált, hogy az M87 jetjének anyagcsomói mozgásában 4−6x−os fénysebességet mérnek. Erről a jelenségről úgy vélik, hogy a sugár relativisztikus sebességének vizuális következménye (optikai csalódás), és nem valódi, fénysebességet meghaladó sebesség. Az ilyen jelenségek észlelése alátámasztja a kvazárok, a BL Lacertae objektumok (blazárok) és rádiógalaxisok elméletét, melyek mind ugyanannak a jelenségnek következményei, melyet aktív galaxismagként ismernek, csak épp különböző szögekből látunk rájuk.

### Röntgensugárzó hurkok és gyűrűk
A Chandra űrtávcső forró, röntgensugárzó gázokból álló hurkok és gyűrűk jelenlétét figyelte meg, melyek beterítik a galaxis környezetét. Ezeket a hurkokat és gyűrűket lökéshullámok hozzák létre, melynek intenzitásbeli különbségeit az okozza, amennyi anyagot éppen kidob a szupermasszív fekete lyuk a jetbe. A hurkok eloszlása feltételezi, hogy a kisebb kitörések hatmillió évenként következnek be. A gyűrűk egyike egy igen nagy kitörés eredménye, mely 85 000 fényév átmérőjű lökéshullámot rajzol ki a fekete lyuk körül. A másik figyelemre méltó jelenség egy keskeny, röntgensugárzó, szálas szerkezetű, gázokból álló hatalmas buborék a forró gázban, mely 100 000 fényév hosszan ível át és amit 70 millió évvel ezelőtt okozott egy jelentős kitörés. A rendszeres kitörések megakadályozták, hogy a mag körüli hatalmas gáztömegek lehűljenek és csillagok keletkezzenek. Ez arra utal, hogy az M87 fejlődésére komolyan hatottak és megakadályozta, hogy nagy spirálgalaxissá váljon.

### Gammasugárzás
Az M87 nagyon erős gammasugár forrás, melyek az elektromágneses spektrum legnagyobb energiájú sugarai. Ebben a tartományban több mint egymilliószor erősebben sugároz, mint látható fényben.
Az M87-ből jövő gammasugarakat 1966-ban észlelték először, de napjainkban már a HESS Cserenkov Teleszkópot használják. Mérések alapján úgy találják, hogy az M87-ből jövő gammasugárzás intenzitása az idő függvényében változik. Mindez igazolja a szupernehéz fekete lyuk jelenlétét, melynek akkréciós korongjából a lyukba hulló anyag a legvalószínűbb forrása a gammasugaraknak. Általában a kisebb átmérő gyorsabb változásokra utal, a nagyobb lassabbakra.

### Gömbhalmazok
Az M87 körül szokatlanul nagy a gömbhalmazok száma – talán a legnagyobb, amit bármely más galaxis körül ismernek. Derengő fényudvarként veszik körül az óriási galaxist. 1998-ban a Hubble űrtávcső WFPC2-es kamerája 1057 gömbhalmazt számlált a galaxis belső régiójában. Egy 2006-os felmérés az M87 magja körüli 25'-es sugarú körben a gömbhalmazok számát 12 000 ± 800 darabra becsüli.
Összehasonlítva a Tejútrendszer körül "csak" 158-at ismerünk.
Az M87 halója az itt lévő planetáris ködök ESO VLT FLAMES spektrográfjával végzett megfigyelései alapján mintegy egymillió fényév átmérőjű. Ez a méret azonban sokkal kisebb, mint amit a számítógépes modellek előrejeleztek, így a haló külső részét valamilyen eddig ismeretlen hatás elfújta. A Virgo-halmaz közepén, ahol az M87 van, nem ritkák a galaxisok közötti gravitációs kölcsönhatások, egy közeli, nagy galaxis (feltehetően a Messier 84) elhaladása okozhatja a hiányt. A galaxis a nem túl távoli jövőben valószínűleg ütközik és egyesül a Messier 86-tal. Kísérőgalaxisai és gömbhalmazai nemcsak fő galaxisukkal vannak kapcsolatban, hanem egymással is. A halóban található cefeida változócsillagokkal megmérték a galaxis távolságát és közel ugyanazt az értéket kapták, mint kontroll módszerekkel.
A galaxis körül fényes vörös óriásokat, valamint diffúz fényléseket sikerült megfigyelni, amelyek valószínűleg planetáris ködök. A megfigyelt égitestek nem túl szignifikáns sűrűsödést mutatnak az M87 felé haladva. Össztömegüket megbecsülve 10%-a a galaxisba tömörült anyagnak. Ez részben magyarázza csak a hiányzó tömeget, amit a galaxisok rotációs görbéje alapján – Rubin–Ford effektus – sejtenek.

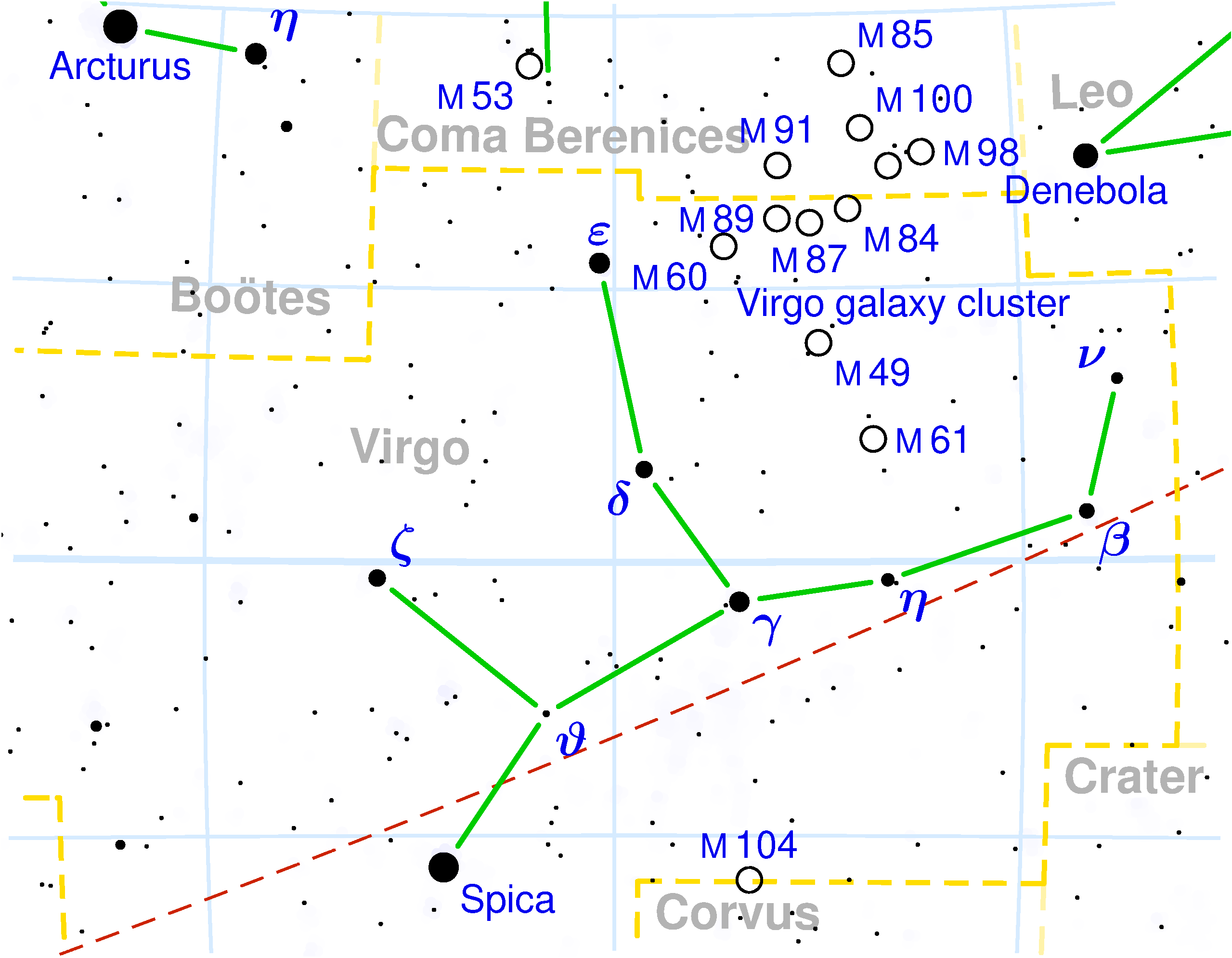
Keresőtérkép az M87-hez

## Megfigyelési lehetőség
Május-június hónapban ideális az észlelése. Az ε Virginistől (Vindemiatrix) nyugat felé a β Leonis (Denebola) irányában 7,75°–ra található. A hozzávezető út felénél – 3,75°-ra – található a 34 Virginis csillag. Az elliptikus galaxisok jellegzetességeit mutatja. Képe egyenletes, nem láthatók rajta részletek, fényessége egyenletesen csökken a középponttól az égi háttérbe.

### Jet
- M87 jet VLBA movie 43 GHz-es tartományban (2007.jan - 2008.jan) magyarázat: arXiv (2008-03-12) (angol)
- Az M87 jetjének forrása, közel a fekete lyukhoz
- Az M87 jetjének ellenirányú kilövellése
- NRAO rádióképe az M87 jetjéről és a fekete lyuk közvetlen közeléből
- M87: a szupermasszív fekete lyuk kitörése (animáció)
- Az M87 és környezete látható- és röntgentartományban(animáció)
- Amatőr képek az M87 jetről

### Szuperluminális mozgás
- A szuperluminális mozgásról és annak modellezése
- Látszólag 6x-os fénysebességű áramlás a jet anyagában
- Szuperluminális mozgás az M87 jetjében 1999. január (angol)
- arXiv: Az M87 jetje és a szuperluminális mozgás (angol)

### Röntgensugárzó hurkok és gyűrűk
- Különleges röntgensugárzó kvazárok (2008-04-14)
- Az M87 jetjének szinkrotronsugárzás vizsgálata 1997. július (angol)
- Chandra Reviews Black Hole Musical: Epic But Off-Key 2006. október (angol)

### Gammasugárzás
- 250 GeV feletti gammasugarak észlelése az M87-ből (2008-02-14) (angol)
- TeV-os gammasugarak az M87 magjából (2006-10-26) (angol)
- Az M87 gammasugár forrása Astrophysical Journal Letters 1996−2005−ig (angol)

### Gömbhalmazok
- Gömbhalmazok rendszere az M87 belső régiójában (1998-12-10) (angol)
- arXiv: M87 gömbhalmazai (angol)